# اسکوبا (میسیسیپی)
اسکوبا (به انگلیسی: Scooba) شهرکی در ایالت میسیسیپی کشور ایالات متحده آمریکا است که جمعیت آن در سرشماری سال ۲۰۱۰ میلادی، ۷۳۲ نفر بوده‌است.